# Devil May Cry 4
Devil May Cry 4 (デビル メイ クライ 4 ,, Debiru Mei Kurai 4) é um jogo eletrônico do gênero ação-aventura e hack and slash, desenvolvido e publicado pela Capcom, foi lançado para Xbox 360, PlayStation 3 e Microsoft Windows em 2008. É a quarta parcela da série principal Devil May Cry, e é escrito por Bingo Morihashi e dirigido por Hideaki Itsuno. O jogador assume o papel de Nero e Dante enquanto eles lutam contra inimigos usando seus poderes demoníacos e uma variedade de armas disponíveis.
Em dezembro de 2014, a Capcom revelou uma versão remasterizada do jogo para ser lançada no PlayStation 4 e Xbox One durante o 3º trimestre de 2015. A versão remasterizada do jogo foi lançada em junho de 2015 intitulada como: Devil May Cry 4: Special Edition, que adiciona faixas de voz em inglês e japonês, efeitos visuais e texturas aprimorados, rebalanceamento no jogo, trajes adicionais e três personagens jogáveis bônus: Vergil, Lady e Trish. Uma versão para o Windows também foi lançada no mesmo ano. Devil May Cry 4: Special Edition recebeu críticas geralmente positivas; a adição de novos conteúdos e novos personagens jogáveis, bem como melhorias em geral, foram elogiadas. Foi criticado por não consertar os problemas do jogo original e repetir os mesmos estágios quando um novo personagem é selecionado.

## Enredo
No quarto jogo, os papéis se invertem em relação ao primeiro jogo Devil May Cry, do qual a quarta versão é uma sequência direta. O jogo possui um novo protagonista: Nero é um jovem meio demônio e meio humano, que pertence a um grupo que idolatra Sparda (o Lendário Cavaleiro Negro; pai de Dante e de Vergil) e está incumbido de acabar com todos os demônios restantes. Sendo Dante um descendente de Sparda, este também é muito respeitado pelo grupo, o que se revela, mais tarde, quando Dante ataca a irmandade (apelidada de 'Holy Knights Order', ou 'Ordem dos Cavaleiros Sagrados') e assassina o "Papa" chamado Sanctus. A partir daí, Dante, que protagonizou todos os jogos anteriores, se torna o alvo da vingança de Nero. Os dois são parecidos fisicamente, mas o novo protagonista é mais jovem e suas roupas também diferem das de Dante, embora o estilo seja bem semelhante. Os métodos de ataque de Nero são similares aos de Dante. Ao que tudo indica, Nero é canhoto, pois maneja sua espada ('Red Queen') apenas com o braço esquerdo pelo fato de carregar o seu Devil Bringer (o braço demoníaco) no direito. Há o 'EXCEED', técnica que permite desferir golpes mais letais através da Red Queen. Também possui uma arma de fogo de cano duplo ('Blue Rose'), e ambas as formas de ataque podem ser trocadas num instante. Mas Nero tem também um outro truque por debaixo da manga: o seu braço direito (apelidado de 'Devil Bringer'), que tem poderes demoníacos e simboliza o seu lado negro. Com ele, Nero libera uma espécie de aura demoníaca, que agarra os oponentes. Com esta, pode trazê-los para perto ou afastá-los, conforme as necessidades. O 'Devil Bringer' possibilita um novo mecanismo nas sequências de ataques, além de proporcionar severos danos aos oponentes (inclusive aos "chefes"), quando usado da maneira correta. Ao decorrer do jogo, Nero conquista a espada 'Yamato' no laboratório de Agnus (o cientista da Ordem), e mais tarde descobre que a mesma possui uma relação com Dante (Por ter pertencido a Vergil, Irmão de Dante), e também descobre que é a única espada capaz de abrir o mundo dos demônios, mas também destruir o 'Hell Gate' (Portão Do Inferno), sendo esse o motivo que levou a Ordem a estudá-la.

## Chefes
- Dante: o protagonista dos jogos anteriores é o primeiro chefe do jogo, você luta contra ele no tutorial do jogo e no final da fase 10 onde ele abusa da inteligência e quase sempre copia seu movimentos.

- Berial: é um centauro de fogo com cabeça de touro ele aparece nas fases 2 e 19 para Nero e na fase 16 para Dante. Derrotando ele com Dante você ganha a arma branca Lúcifer que joga mini-espadas explosivas. Ele usa bastante ataque de longa distancia.

- Bael: é um sapo que usa poderes de gelo, derrotando ele com Nero você ganha a habilidade de descobrir objetos e missões ocultas. Ele aparece na fase 4.

- Daegon: irmão de Bael, tem as mesmas características que Bael, porem com algumas partes vermelhas, enquanto as de Bael é azul. Enfrentando-o com Dante você ganha a Pandora Box. Ele aparece na fase 15 para Dante e 19 para Nero.

- Echidna: é um dragão-serpente fêmea que cuida da floresta. É uma oponente rápida e ágil que ataca tanto de perto como de longe, após bater muito nela, ela se transforma em um estilo muito poderoso agora ela pode jogar ovos que explodem. Derrotando ela com Nero você ganha uma habilidade de destruir plantas que atrapalham seu caminho e derrotando com o Dante ganha a armadura Gilgamesh que te da a possibilidade da luta mano a mano. Ela aparece para Nero nas fases 7 e 19 e para Dante na fase 13.

- Angelo Credo: é irmão de Kyrie e tem a missão de matar Nero. Ele é humano mas vira um tipo de anjo-demônio. Possui uma Espada que pode ser arremessada e um escudo bem resistente que é absorvido por Nero que o dá a habilidade de usar inimigos como escudo. Ele morre após tentar ajudar Nero a escapar do Salvador na fase 11. Você luta contra ele na fase 8.

- Angelo Agnus: assim como Credo vira um demônio, mas parecido com um Besouro, Agnus usa invocações de espadas demônios e tubarões e também pode sugar sua vida e transferir para a dele. Ele aparece para Nero na Fase 9 e Dante na fase 17.

- Sanctus: é o líder da Ordem dos Cavaleiros Sagrados, porém ele na verdade é um tipo de Demônio Conjurador, ele captura Nero para alimentar a força do Salvador. Ele também é conhecido como Papa

- Salvador: é uma estátua viva, transformada pelo Sanctus para reinar sobre a cidade, é gigantesca e muito poderosa. Ele possui vários cristais pelo corpo, Dante destrói o cristal principal, que é o que fica no peito, e liberta Nero o devolvendo a Yamato para que ele possa derrotar o Sanctus.

- Evil Sanctus: é o Sanctus só que em sua forma demoníaca, ele usa uma espada que estava no escritório de Dante. Assim como sua forma normal ele voa e usa um escudo, ele pode atirar vários meteoros, jogar raios vermelhos no chão e lançar sua espada com grande poder.

- Falso Salvador: é o Sanctus só na forma do salvador, para derrota-lo basta bater com o braço de demônio de Nero quando ele te atacar.

## Jogabilidade
O sistema de combos ainda é o mesmo, aumentando o ranking dependendo dos golpes que conseguir conectar no menor tempo possível. Os novos inimigos, principalmente os chefes, desfilam efeitos especiais mais pirotécnicos, literalmente. Um deles é uma espécie de centauro de fogo (Berial, o conquistador do inferno de fogo). O Devil Trigger continua implacável, ampliando os ataques em força e velocidade de recuperar parte da energia perdida. Apesar das similaridades, Nero não adquire novas armas ao derrotar um chefe (como acontecia com Dante). Ao invés disso, adiciona novas habilidades ao seu braço demoníaco, sendo de grande utilidade durante a partida. No decorrer do jogo, há a possibilidade de jogar com Dante, que adiciona nova jogabilidade. Em seu controle, os estilos de luta (Swordmaster, Royal Guard, Gunslinger, Trickster e Dark Slayer), assim como as diversas armas brancas (Rebellion, Gilgamesh e Lucifer) e armas de fogo (Ebony & Ivory, Coyote-A e Pandora's Box) podem ser trocados ao mesmo tempo, ampliando a gama de ataques. O jogo consiste em 20 fases, com 12 missões secretas (algumas favorecendo ou dando exclusividade a um dos protagonistas), priorizando Nero nas primeiras e Dante nas demais fases.